# Campionati centramericani femminili di pallacanestro
Il Torneo Centroamericano femminile di pallacanestro noto come FIBA Centrobasket for Women è un torneo organizzato dalla FIBA in cui si confrontano le nazionali femminili del Messico, dell'America centrale e dei Caraibi. Si è disputato per la prima volta nel 1971 e, attualmente, si disputa ogni due anni, e vede partecipare, oltre alle prime classificate dell'edizione precedente, anche le vincitrici, le seconde e/o terze classificate del FIBA COCABA Championship e del FIBA CBC Championship.
Il torneo vale anche come qualificazioni al FIBA Americas Championship.

## Albo d'oro
| 1971 dettagli | (Caracas)              | Cuba                    | Round robin | Messico                 | Venezuela       | Round robin | Trinidad e Tobago       |
| 1973 dettagli | (Veracruz)             | Messico                 | Round robin | Cuba                    | Porto Rico      | Round robin | Rep. Dominicana         |
| 1975 dettagli | (Santo Domingo)        | Cuba                    | 78-67       | Messico                 | Rep. Dominicana | Round robin | El Salvador             |
| 1977 dettagli | (Panama)               | Messico                 | Round robin | Rep. Dominicana         | Porto Rico      | Round robin | Panama                  |
| 1981 dettagli | (Caguas)               | Cuba                    | Round robin | Messico                 | Porto Rico      | Round robin | Rep. Dominicana         |
| 1985 dettagli | (Puebla)               | Cuba                    | Round robin | Messico                 | Rep. Dominicana | Round robin | Porto Rico              |
| 1989 dettagli | (Santa Clara)          | Cuba                    | 126-53      | Rep. Dominicana         | Messico         | 75-60       | Porto Rico              |
| 1991 dettagli | (Monterrey)            | Messico                 | Round robin | Cuba                    | Porto Rico      | Round robin | Guatemala               |
| 1993 dettagli | (Ponce)                | Cuba                    | 91-57       | Messico                 | Porto Rico      | ?           | Rep. Dominicana         |
| 1995 dettagli | (San Pedro de Macorís) | Cuba                    | ?           | Porto Rico              | Rep. Dominicana | ?           | Bahamas                 |
| 1997 dettagli | (Tegucigalpa)          | Cuba                    | 105-69      | Porto Rico              | Rep. Dominicana | 86–65       | Messico                 |
| 1999 dettagli | (L'Avana)              | Cuba                    | 117-61      | Rep. Dominicana         | Messico         | 63-59       | Porto Rico              |
| 2001 dettagli | (Santo Domingo)        | Cuba                    | ?           | Messico                 | Rep. Dominicana | ?           | Porto Rico              |
| 2003 dettagli | (León)                 | Cuba                    | 101-68      | Rep. Dominicana         | Porto Rico      | 79–69       | Messico                 |
| 2004 dettagli | (Città del Guatemala)  | Cuba                    | 118-65      | Porto Rico              | Guatemala       | 71-53       | Costa Rica              |
| 2006 dettagli | (Città del Messico)    | Cuba                    | 116-73      | Messico                 | Giamaica        | 71-67       | Porto Rico              |
| 2008 dettagli | (Morovis)              | Cuba                    | 85-67       | Porto Rico              | Rep. Dominicana | 81-73       | Messico                 |
| 2010 dettagli | (Mayagüez)             | Porto Rico              | 72-48       | Giamaica                | Messico         | 78-65       | Trinidad e Tobago       |
| 2012 dettagli | (Morovis)              | Cuba                    | 78-63       | Porto Rico              | Rep. Dominicana | 79-78       | Messico                 |
| 2014 dettagli | (Monterrey)            | Cuba                    | 58-47       | Porto Rico              | Rep. Dominicana | 61-55       | Isole Vergini Americane |
| 2017 dettagli | (Charlotte Amalie)     | Isole Vergini Americane |             | Messico                 | Porto Rico      |             | Isole Vergini Americane |
| 2018 dettagli | (San Juan)             | Porto Rico              |             | Cuba                    | Messico         |             | Rep. Dominicana         |
| 2021 dettagli | (San Salvador)         | Porto Rico              |             | Isole Vergini Americane | Rep. Dominicana |             | El Salvador             |
| 2022 dettagli | (Chihuahua)            | Porto Rico              | 88-65       | Messico                 | Cuba            | 73-59       | Rep. Dominicana         |

## Medagliere
| Posiz. | Nazione                 | Oro | Argento | Bronzo | Totale |
| ------ | ----------------------- | --- | ------- | ------ | ------ |
| 1°     | Cuba                    | 16  | 2       | 1      | 19     |
| 2°     | Porto Rico              | 4   | 6       | 7      | 17     |
| 3°     | Messico                 | 3   | 8       | 3      | 14     |
| 4°     | Isole Vergini Americane | 1   | 1       | 0      | 2      |
| 5°     | Rep. Dominicana         | 0   | 4       | 9      | 13     |
| 6°     | Giamaica                | 0   | 1       | 1      | 2      |
| 7°     | Guatemala               | 0   | 0       | 1      | 1      |
| 8°     | Venezuela               | 0   | 0       | 1      | 1      |